# Jean-Paul Bosonnet
Jean-Paul Bosonnet (2 settembre 1944) è un pilota di rally francese, specializzato nei rally raid, ha partecipato, nella categoria camion, a 27 edizioni delle 32 mai disputate, dal 1979 al 2011, del Rally Dakar.

## Biografia
Dal 1985 al 2000 ha concluso il Rally Dakar ben dieci volte nella top ten dei camion.

## Palmarès

### Rally Dakar
Compiuti i 60 anni, Bosonnet nelle ultime tre edizioni a cui ha preso parte, lo ha fatto in qualità di co-pilota del suo navigatore storico Serge Lacourt, sempre alla guida del team di assistenza alle vetture di punta della Mitsubishi Motor Sport.
| #  | Anno | Equipaggio                               | Mezzo            | Pos. | Pos. auto |
| -- | ---- | ---------------------------------------- | ---------------- | ---- | --------- |
| 1  | 1981 | Philippe Colesse                         | Lada Niva        |      | Rit.      |
| 2  | 1982 |                                          |                  |      |           |
| 3  | 1983 |                                          |                  |      |           |
| 4  | 1984 |                                          |                  |      |           |
| 5  | 1985 | Denis Maisons / Patrick Venturini        | Mercedes 2628 AK | 8º   | 75º       |
| 3  | 1986 |                                          |                  |      |           |
| 7  | 1987 | Broglia / Serge Moncere                  | Mercedes         |      | 86º       |
| 8  | 1988 |                                          |                  |      |           |
| 9  | 1989 |                                          |                  |      |           |
| 10 | 1990 | Serge Moncere / Pascal Bonnaire          | Mercedes         | 5º   | 55º       |
| 11 | 1991 |                                          |                  |      |           |
| 12 | 1992 | Pascal Bonnaire / Haingret               | Mercedes         |      | 59º       |
| 13 | 1993 | Serge Lacourt / Pascal Bonnaire          | Mercedes         | 5º   | 19º       |
| 14 | 1994 |                                          |                  |      |           |
| 15 | 1995 | Serge Lacourt                            | Mercedes         | 6º   | 37º       |
| 16 | 1996 | Serge Lacourt                            | Mercedes         | 8º   | 38º       |
| 17 | 1997 |                                          |                  |      |           |
| 18 | 1998 | Serge Lacourt / Jean-Louis Berger        | Mercedes         | 5º   |           |
| 19 | 1999 | Laurent Granjon / Jean-Louis Berger      | Mercedes         | 9º   |           |
| 20 | 2000 | Serge Lacourt / Pascal Bonnaire          | Mercedes         | 8º   |           |
| 21 | 2001 | Serge Lacourt / Pascal Bonnaire          | Mercedes         | Rit. |           |
| 22 | 2002 | Serge Lacourt / Pascal Bonnaire          | Mercedes         | 5º   |           |
| 23 | 2003 | Serge Lacourt / Pascal Bonnaire          | Mercedes         | 7º   |           |
| 24 | 2004 |                                          |                  |      |           |
| 25 | 2005 | Serge Lacourt (pilota) / Pascal Bonnaire | Mercedes         | Rit. |           |
| 26 | 2006 | Serge Lacourt (pilota) / Pascal Bonnaire | Mercedes         | 14º  |           |
| 27 | 2007 | Serge Lacourt (pilota) / Pascal Bonnaire | Mercedes         | 28º  |           |